# Karl von Rothkirch-Panthen
Karl von Rothkirch-Panthen (Karel Leopold hrabě von Rothkirch-Panthen) (2. prosince 1807 Falkenau – 31. března 1870 Praha) byl rakouský šlechtic, státní úředník a český politik. Vystřídal řadu funkcí ve státní správě, nakonec byl  nejvyšším maršálkem Českého království (1863–1866) a krátce také českým místodržitelem (1866–1867). Uplatnil se i v parlamentní politice jako poslanec Českého zemského sněmu a Říšské rady. Vlastnil statky ve Slezsku a v Čechách.

## Biografie

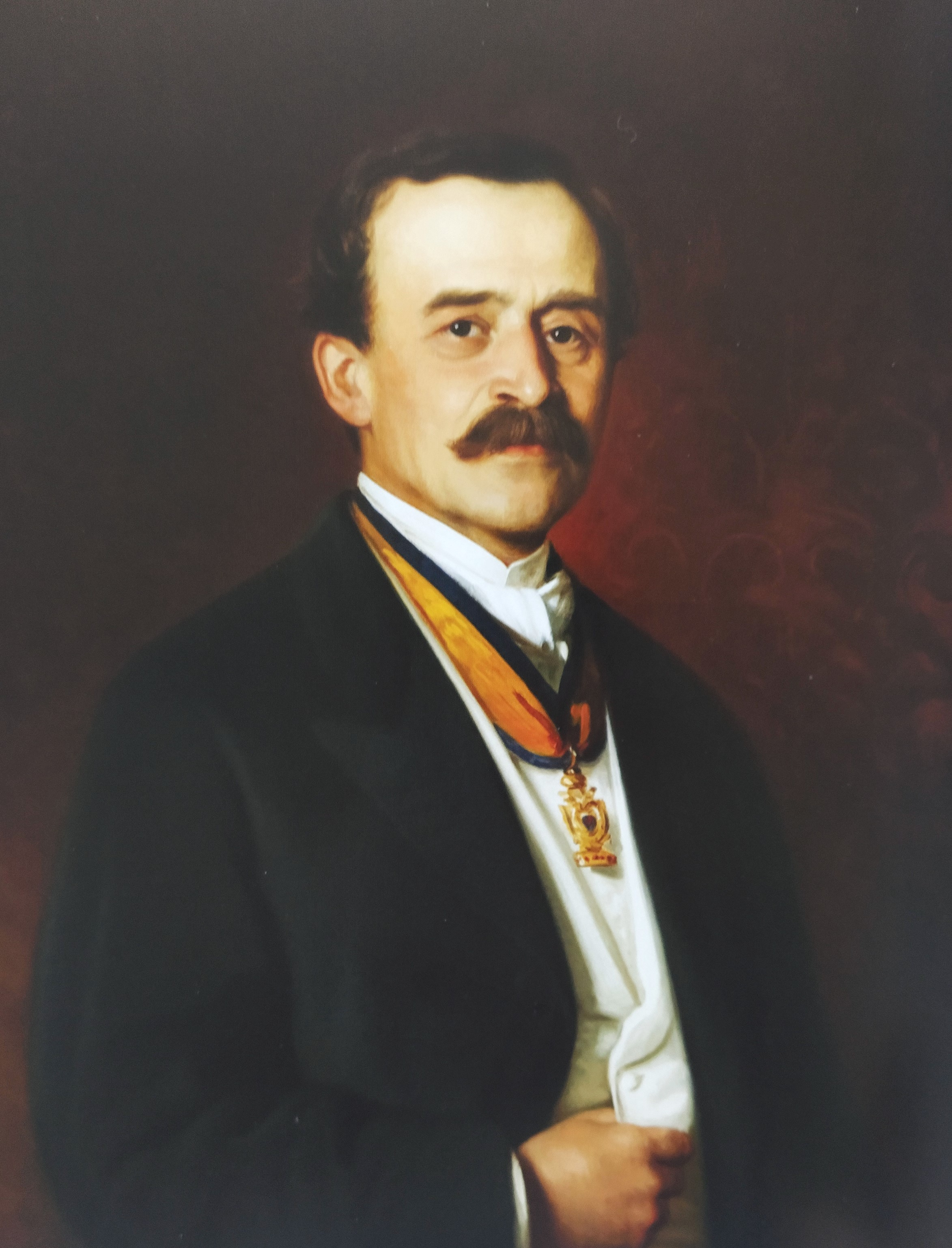
Karl von Rothkirch-Panthen jako nejvyšší maršálek Českého království (Eduard Engerth, 1865, Národní muzeum Praha)

Pocházel ze staré šlechtické rodiny Rothkirchů ze Slezska, byl jediným synem rakouského generála, účastníka napoleonských válek a vojenského spisovatele Leopolda von Rothkirch-Panthen (1769–1839). Narodil se na dnes již neexistujícím zámku Falkenau v pruském Horním Slezsku (dnes Chróścina v okrese Nysa v Polsku) a studoval na Tereziánské akademii ve Vídni. V roce 1829 vstoupil do státních služeb jako praktikant u krajského úřadu v Litoměřicích, od roku 1832 byl krajským komisařem v Českých Budějovicích, v roce 1835 byl přeložen k moravskoslezskému guberniu v Brně, kde působil jako guberniální sekretář, na stejné pozici přešel v roce 1840 do Prahy. V letech 1842–1846 byl krajským hejtmanem v Čáslavi, kde byl z titulu této funkce také ředitelem gymnázia a poté v Plzni (1846–1848). Během revolučního roku 1848 se o něm uvažovalo jako o místodržícím Čech, ale pro odpor české politické reprezentace nebyla jeho nominace schválena, respektive nabídku oficiálně nepřijal. Po reorganizaci státní správy byl v roce 1850 jmenován prezidentem krajského úřadu v Chebu. V letech 1857–1860 zastával post zemského prezidenta (místodržícího) v Bukovině, kde také z titulu svého úřadu zastával několik dalších funkcí. Nesouhlasil se sloučením výkonu státní správy v této korunní zemi se sousední Haličí a odstoupil.

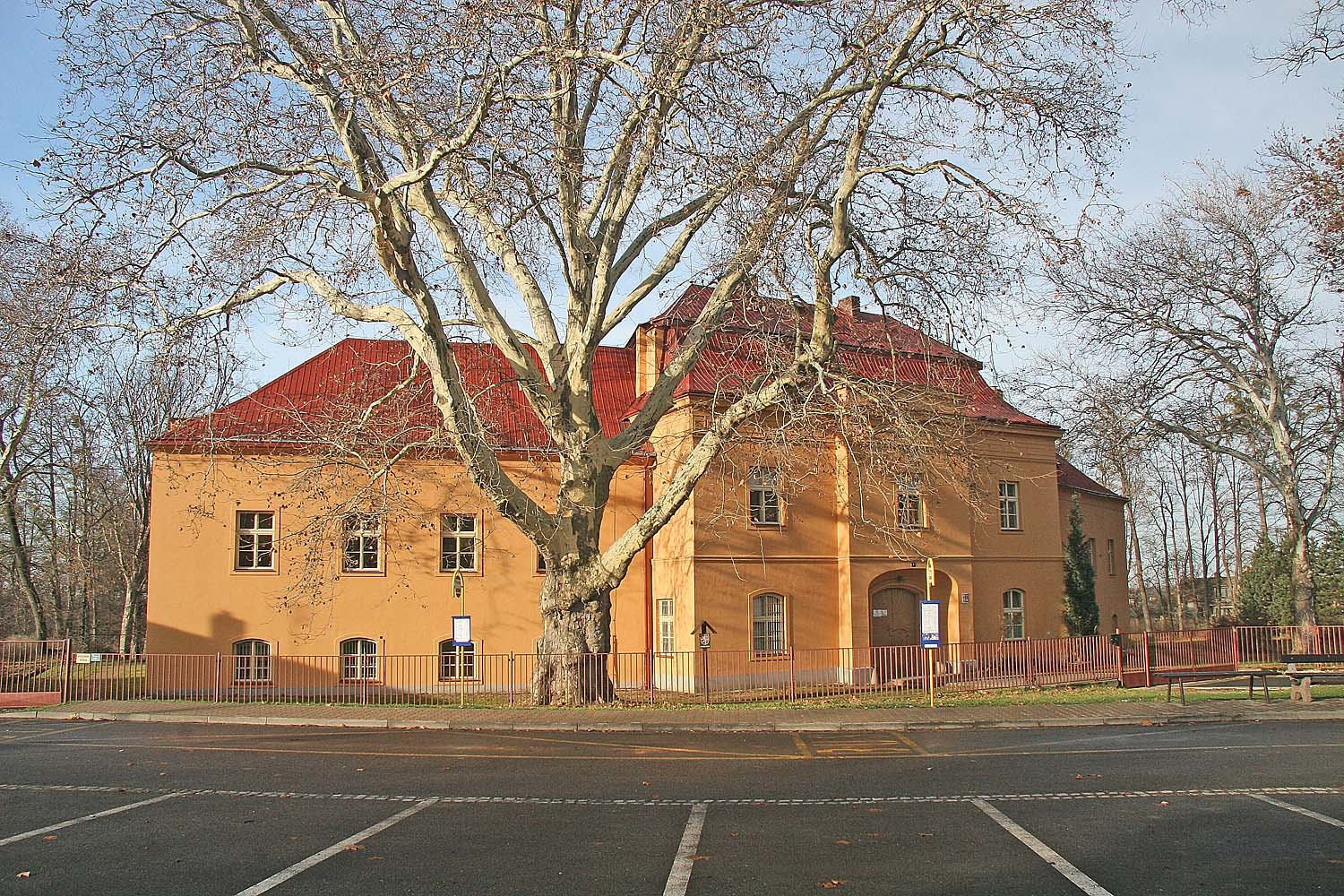
Zámek Běstvina, majetek Karla Rothkrich-Panthena od roku 1845

Po obnovení ústavního života se počátkem 60. let 19. století zapojil i do zemské a celostátní politiky. Ve volbách v roce 1861 byl zvolen na Český zemský sněm za kurii velkostatkářskou (nesvěřenecké velkostatky). Mandát obhájil v zemských volbách v lednu 1867. V letech 1863–1866 působil jako Nejvyšší maršálek Království českého, tedy předseda zemského sněmu a nejvyšší představitel zemské samosprávy. Politicky se snažil zastávat neutrální pozici mezi centralismem německých liberálů a českým federalismem.
Zasedal také od roku 1861 na Říšské radě (celostátní zákonodárný sbor), která tehdy ještě nebyla volena přímo, ale tvořena delegáty jednotlivých zemských sněmů. Na Říšské radě setrval do roku 1863 a patřil zde ke konzervativní skupině pravicového centra. Pak se soustředil výlučně na zemskou politiku v Čechách.
Od 28. září 1866 byl českým místodržícím (nejvyšší představitel státní správy na území Čech). Ale následně po prusko-rakouské válce byl 8. března 1867 penzionován, protože nebyl zárukou podpory nově definované státní politiky.
Od roku 1851 byl řádným členem c. k. vlastenecko-hospodářské společnosti. Propagoval cukrovou řepu a uváděl zkušenosti z všech severočeských okresů. Dále byl čestným členem Ústavu pro hluchoněmé, několika dalších spolků v Praze a Rokycanech a od roku 1864 také členem Společnosti Národního muzea.
Užíval šlechtický titul hraběte, který pro Rakouské císařství získal otec v roce 1826. V roce 1836 byl jmenován c. k. komořím a v roce 1854 získal Řád železné koruny III. třídy. Po odchodu z funkce místodržitele v Bukovině obdržel v roce 1860 titul c. k. tajného rady s nárokem na oslovení Excelence. Od roku 1843 byl držitelem inkolátu pro České království a Slezsko. Ve Slezsku vlastnil několik panství včetně svého rodiště ve Falkenau (dnes Chróścina). Během svého působení na krajském úřadu v Čáslavi koupil v roce 1845 panství Běstvina se sedmi vesnicemi. Zámek Běstvina se stal občasným rodinným sídlem, po Karlově úmrtí jej zdědil synovec baron August Piccot von Herzogenberg.
Zemřel v dubnu 1870 po několikaměsíční nemoci, která ho upoutala na lůžko. Pohřben byl v rodové hrobce Swéerts-Šporků v klášterním kostele Nejsvětější Trojice v Kuksu. Vedle něho je pohřbena jeho manželka Barbora, rozená hraběnka Swéerts-Šporková (1809–1873). Vzali se v roce 1833 v Kolinci, manželství zůstalo bezdětné.